# Anthony Chirayath
Anthony Chirayath (ur. 30 lipca 1941 w Aranattukara) – indyjski duchowny syromalabarski, w latach 2006–2018 biskup Sagar.

## Życiorys
Święcenia kapłańskie przyjął 2 stycznia 1970 i został inkardynowany do eparchii Sagar. Po dwóch latach pracy duszpasterskiej został pracownikiem watykańskiej Papieskiej Rady ds. Duszpasterstwa Migrantów i Podróżujących. Z czasem objął funkcję kierownika biura tejże rady.
2 lutego 2006 został prekonizowany biskupem Sagar. Sakrę biskupią otrzymał 25 marca 2006. 12 stycznia 2018 przeszedł na emeryturę.